# Puente Internacional de Tuy
El Puente Internacional de Tuy es un puente, situado entre las localidades de Tuy, en la provincia de Pontevedra, España, y Valença do Minho en Portugal, uniendo los dos márgenes del Río Miño.

## Historia
A pesar de que existe la leyenda de que se trata de un diseño de Gustave Eiffel o de uno de sus discípulos, el puente fue diseñado por el ingeniero y diputado riojano Pelayo Mancebo y Ágreda, siendo inaugurado oficialmente el 25 de marzo de 1886, casi un año y medio después de su entrada en servicio.
Desde que en 1995 se abrió el nuevo Puente Internacional, mucho más moderno y amplio, está totalmente prohibido el tránsito de vehículos pesados. Asimismo, se desaconseja el uso por parte de los vehículos ligeros, recomendándose como alternativa la autopista A-55 española y A3 portuguesa.
El 17 de marzo de 2020, el Gobierno portugués, previa consulta con el Gobierno español, decidió clausurar temporalmente el puente como parte de las medidas para luchar contra el coronavirus, no obstante ya funciona a pleno rendimiento y funcionamiento. 

## Fotografías

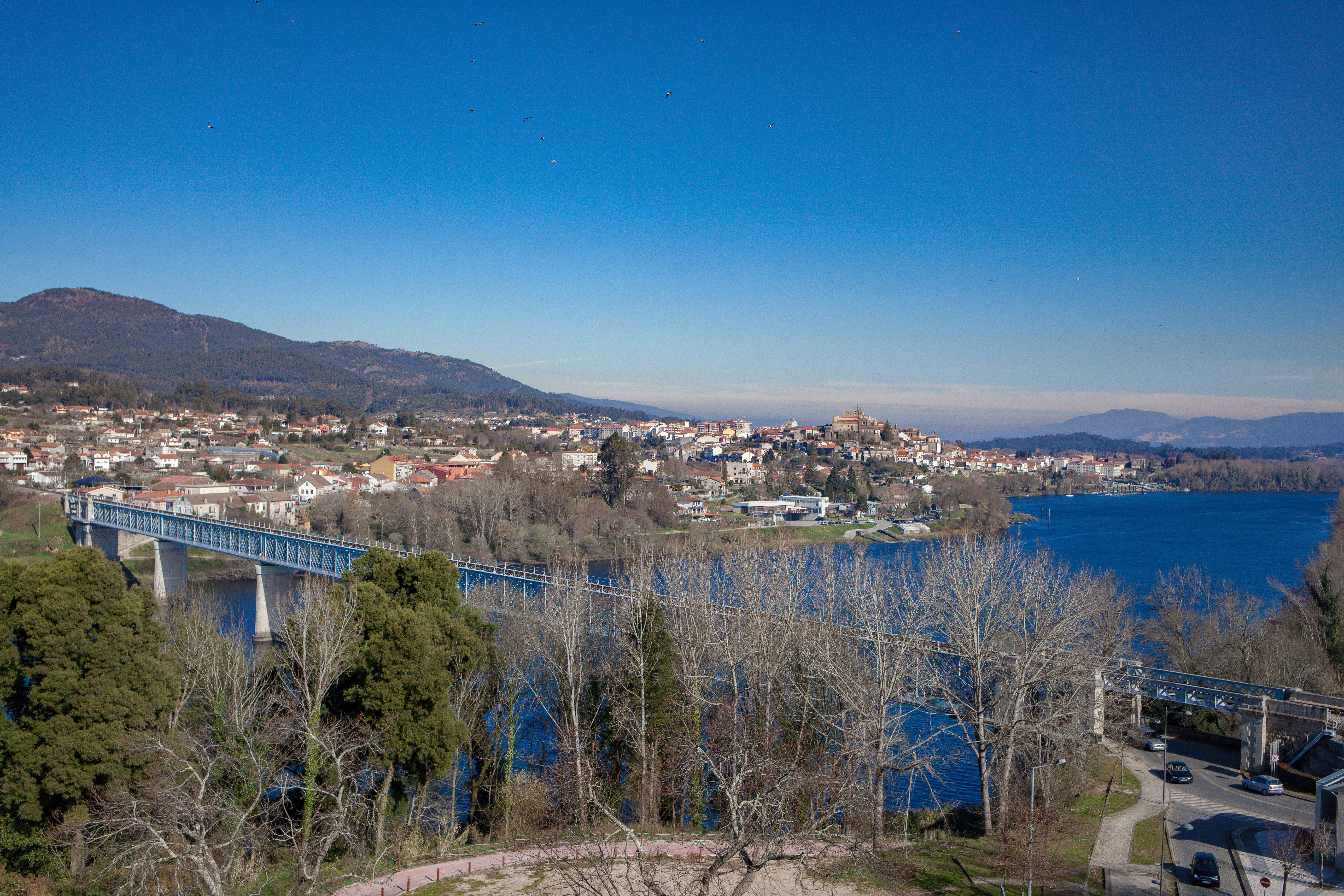
Ponte internacional de Tuy Valença visto desde la fortaleza de Valença

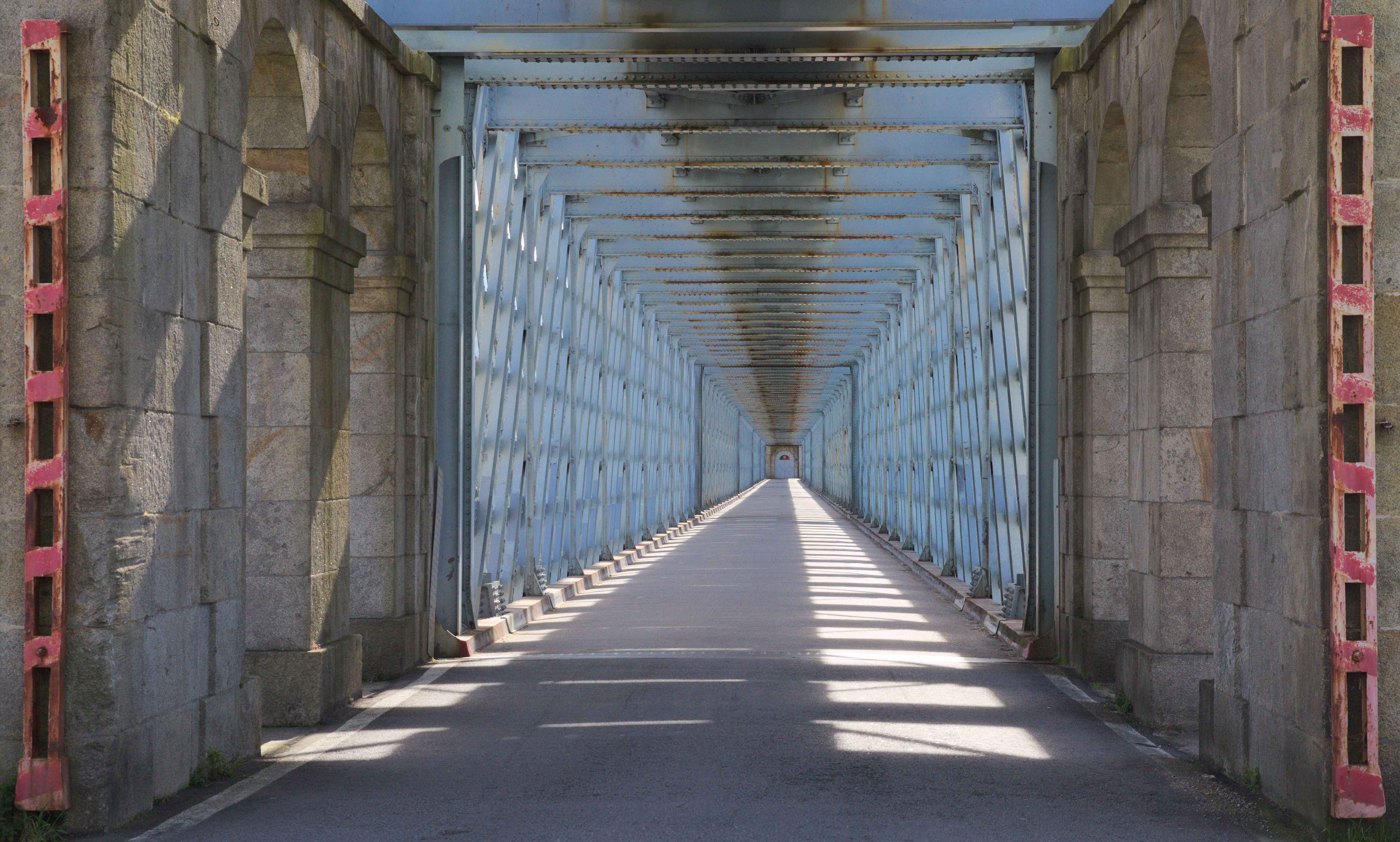
Interior del puente
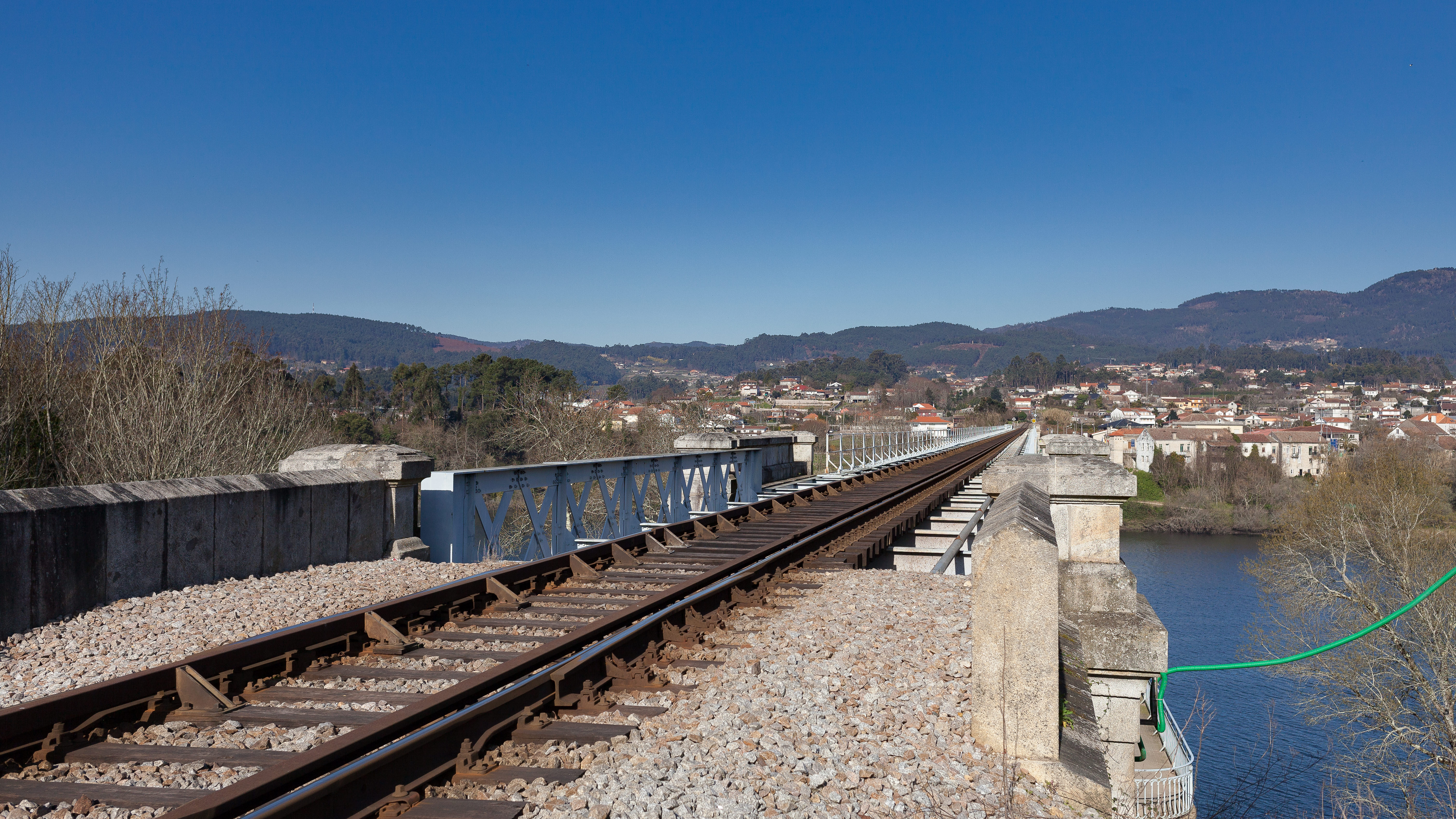
Vista de las vías del tren
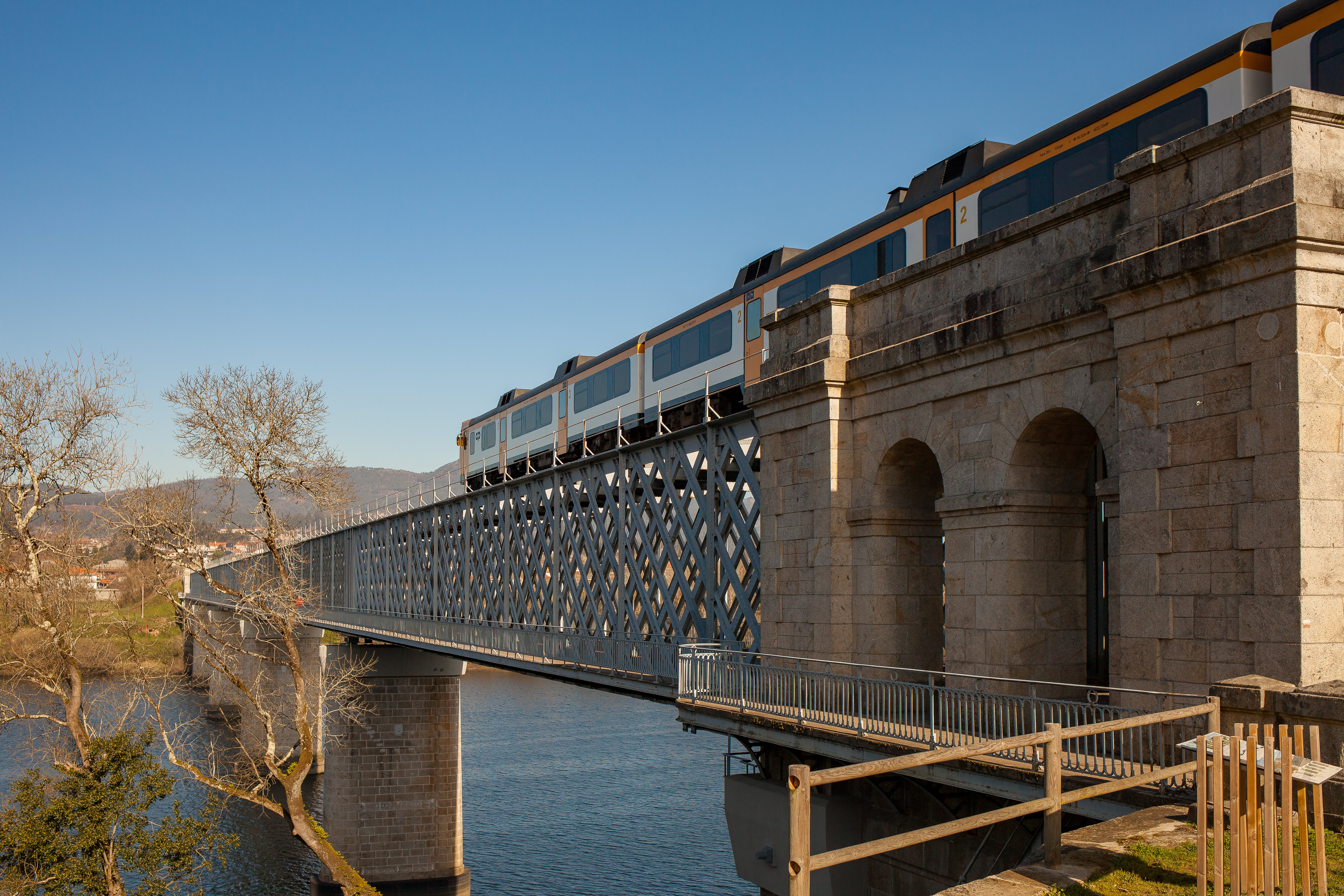
Un tren de CP cruzando el puente
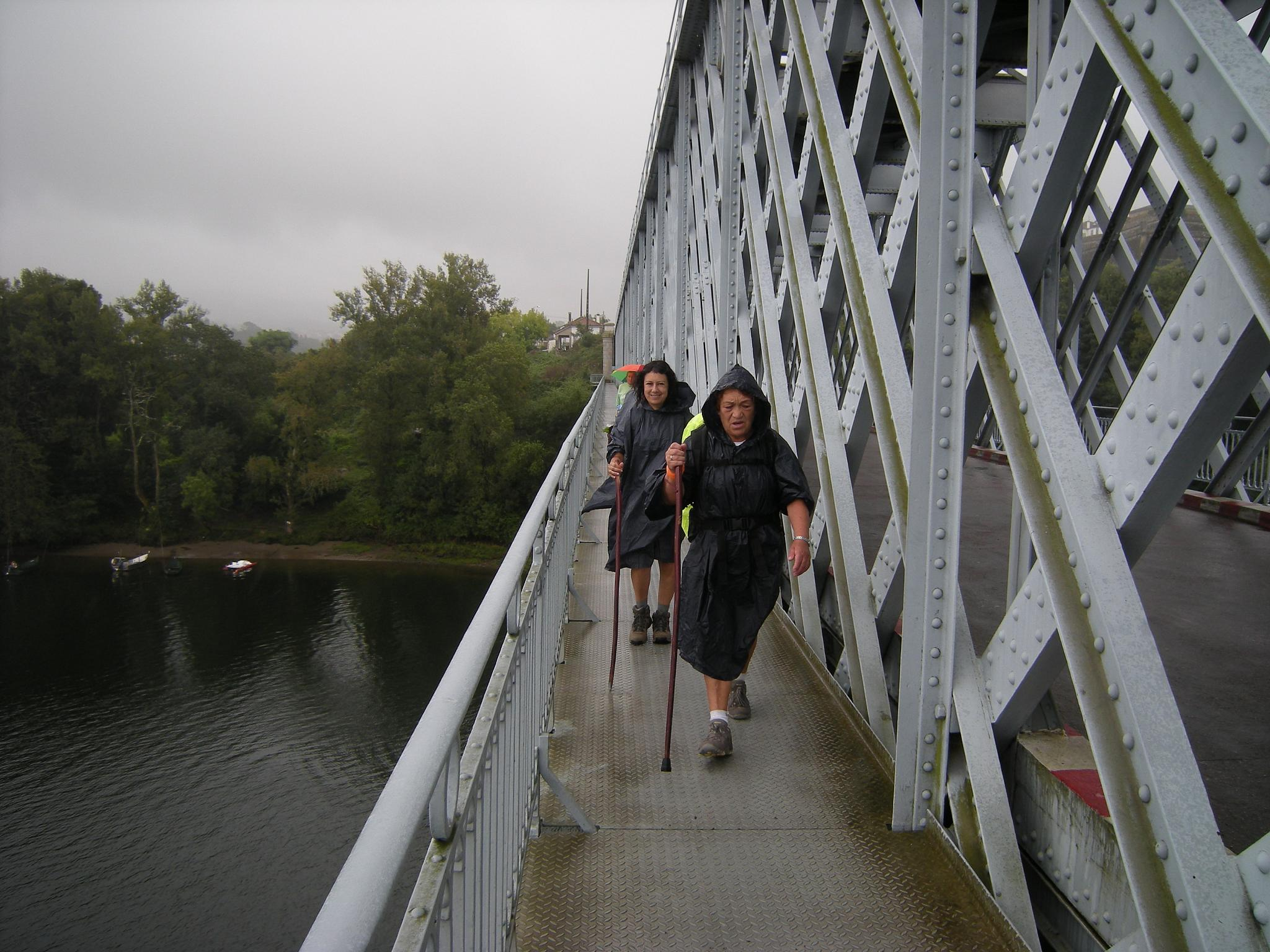
Peregrinos del camino portugués cruzando el puente
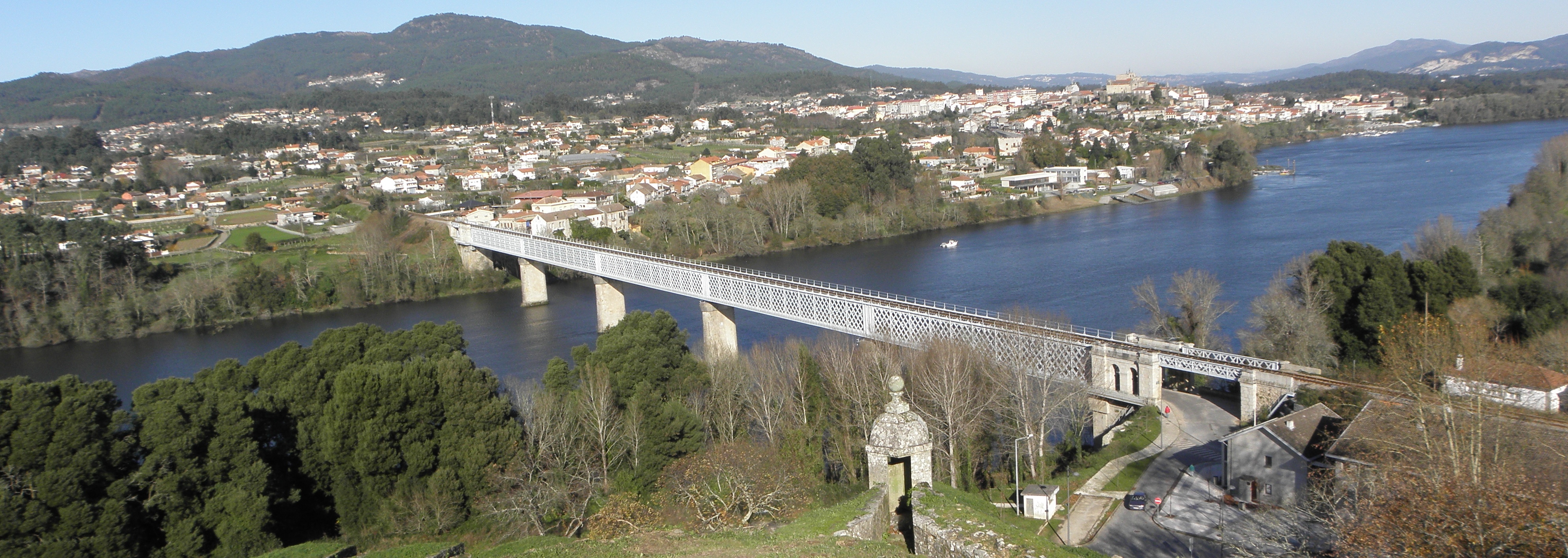
Vista panorámica del puente
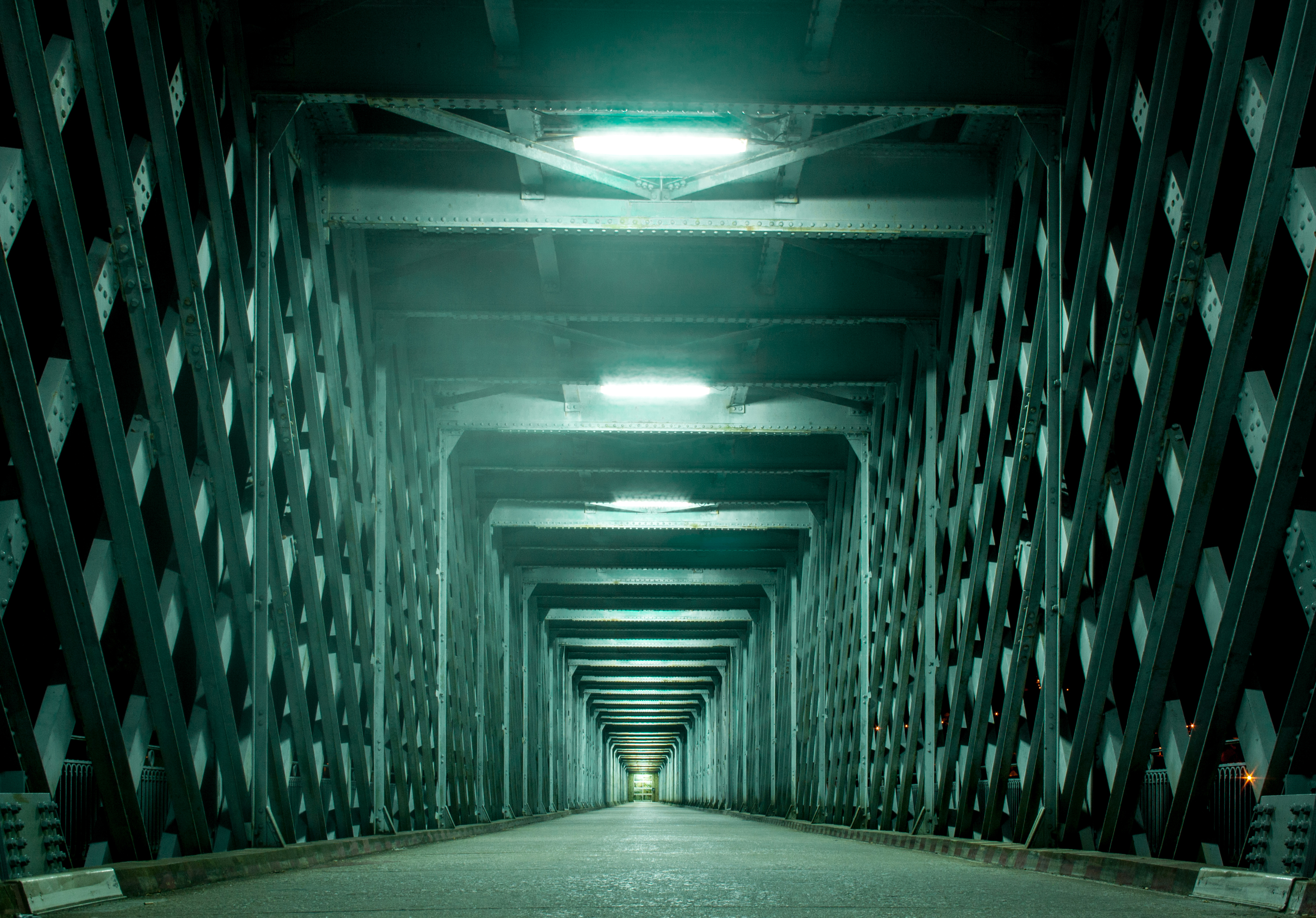
El interior del puente por las noches
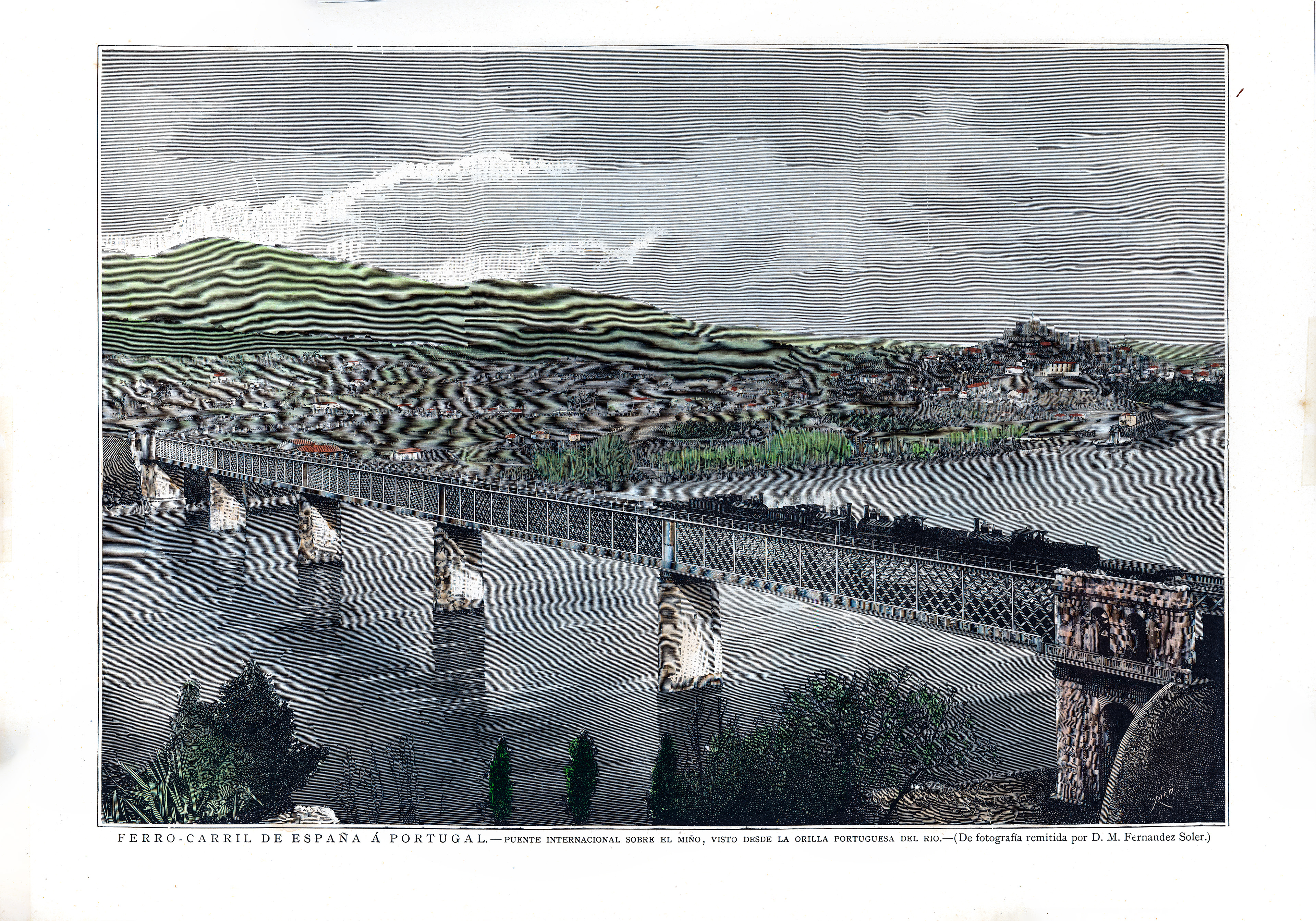
Litografía del puente en sus inicios
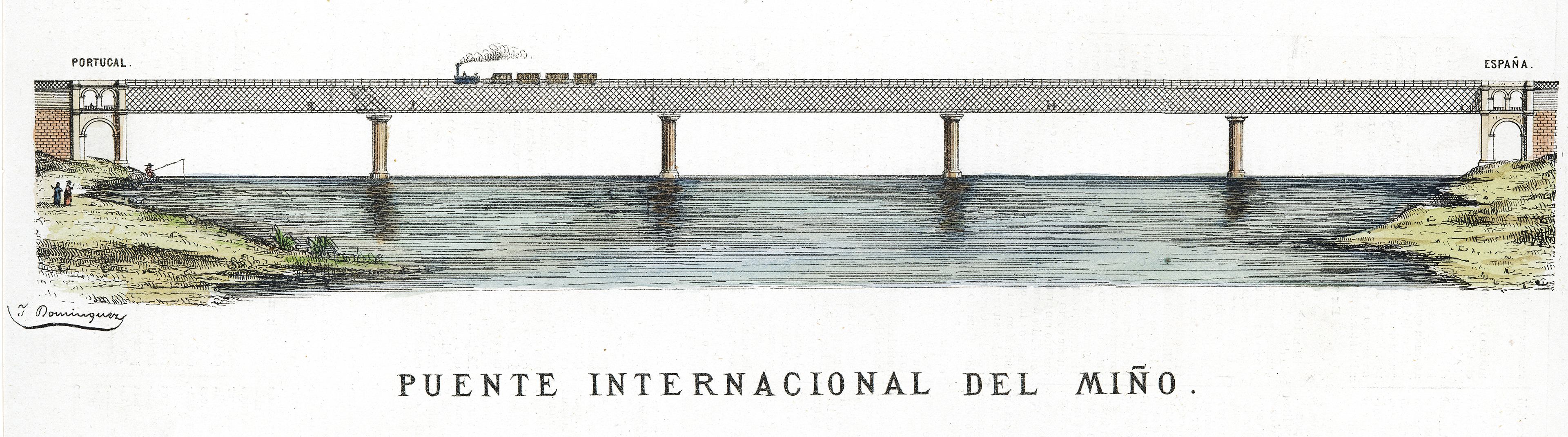
Litografía del puente en sus inicios